# Саске Учиха (Наруто)
Саске Учиха (на японски: うちは　サスケ) е измислен герой от японското аниме и манга серии Наруто, създадени от Масаши Кишимото. Учиха означава „ветрило“, а Саске идва от името на легендарен японски самурай.
Генин от Селото скрито в листата (Коноха), Саске е един от последните оцелели членове на клана Учиха. Този клан е известен с генетичната способност да използва окото Шаринган. Това око позволява на потребителя си да копира всяка техника на противника. Саске е посветил живота си да отмъсти на по-големия си брат - Итачи Учиха, човекът, отговорен за смъртта на клана. Освен това Саске е един от най-желаните младежи в Коноха и има най-добри оценки от всички в Академията. Той е усвоил и техниката на Какаши Хатаке, наречена Чидори. По-късно овладява знаците (прокълнатия печат), сложени му на врата от Орочимару, благодарение на Звуковата четворка. Те го правят още по-силен и му позволяват да надвие Наруто Узумаки в боя им. В началото на серията, те са заклети врагове, но с течение на времето стават най-добри приятели. След като Наруто не успява да го спре, Саске отива при Орочимару, за да го научи на техники и да може да убие брат си - Итачи Учиха. Но Орочимару иска да се прехвърли в тялото му, затова, в Наруто: Ураганни Хроники, Саске го убива, но това не е краят
По-късно, във II част, Саске сформира свой екип от елитни нинджи - "Змия" (蛇, Hebi, букв. преведено бяла змия). В него участват: Суйгетсу Хозуки, Карин, Джуго и самия Саске.
От престоя си при Орочимару, Саске се е научил на много техники със змии, както и да изпуска две огромни змии от ръкавите си. По-късно развива техниката Чидори, като я превръща в Чидори Нагаши. С тази подобрена техника той може да ранява от разстояние.
Когато Орочимару се опитва да превземе тялото на Саске, Саске го убива и тръгва след брат си – Итачи Учиха. В същото време Наруто и приятелите му тръгват да го търсят. Но двамата братя се сбиват и боя има продължава вече 4 глави от мангата. В двубоя им се виждат техники като Аматерасу и Тсукуйоми от Итачи, а от Саске – страхотен Светкавичен елемент (Кирин). В отговор на Аматерасуто на Итачи, Саске използва Светкавичния елемент, с който почти убива брат си. После Саске бива притиснат до една стена от брат си. Мислеики че Итачи ще извади очите му, Саске стои прилепен към стената, но Итачи го докосва само по челото и пада на земята мъртъв. Саске също изпада в безсъзнание след тежката битка. После става ясно, че с това докосване върху Саске, Итачи всъщност е предал на Саске всичките способности на очите си вклиучително и Мангекю Шаринган. Мадара Учиха, който се крие под името Тоби в организацията Акатцки прибира Саске и го превързва. След като Саске се събужда Мадара му разказва истината за Итачи: как Итачи е бил двоен агент-от една страна към клана, а от друга към селото Коноха; как по заповед на управата на селото Итачи е избил клана си и после пак по заповед от селото е трябвало да се присъедини към Акатцки за да ги наблюдава от вътре. Мадара му разказва как Итачи е успял да убие приятели роднини и родители, но не е успял да убие само малкия си брат. С цел Саске да го мрази за да стане колкото се може по-силен, Итачи не е казал на брат си истината и преди да напуснел селото помолил и Третия Хокаге да не му я казва.
След като преживява шока от наученото, Саске преименува отборът от „Змия“("Hebi") на „Ястреб“("Taka"), чиято цел е унищожението на Коноха.
Преди да тръгне към Коноха, Саске се присъединява към Акатцки и му е възложена мисия да залови осем-опашатия звяр, който е в тяло на човек, наречен Килър Би и е брат на Райкагето от страната на облаците. В битката почти целия отбор на Саске бива убит, но той си спомня как всички мислят за него и го спасяват (Джууго спасява Саске след трансплантация на живи клетки в тялото му от cursed seala на Орочимару след като Приемника на БИДЖУУТО (опашат демон чудовище като Кйюби – лисицата в Наруто) го атакува и му прояжда тялото, а по-рано Карин го спасява чрез смукване на чакра), той използва Аматерасу и спасява отбора си от унищожение. Обаче в глава 419 се установява, че Килър Би е жив, а Райкаге пуска нинджи след Саске. Той изпраща съобщения до 5-те Кагета да ги предупреди, че Акатцки отново настъпват. Освен тези съобщения той праща съобщение до Коноха, че ще се справя с Учиха Саске. Междувременно Пейн и Конан атакуват Коноха чрез очната техника на Пейн (Риннеган), която според преданието е доуджуцу на създателя на нинджа света. По това време Наруто изучава техниките на мъдреца от мъдреца Фукасаку, който се е бил с Пейн на страната на Джирая. Наруто учи техника, наречена тоад фу (крастава жаба боен стил) и саге модо (чрез чакра на куубито той се слива с природата и използва чакра от нея, което му позвлоява да ползва техниките на мъдреца). Според думите на Фукасаку той е The Destined child (детето, което ще промени света) и малкото протеже на Джирая.
Саске заедно със съживения си с Edo Tensei брат отиват да спрат Кабуто. Злодеят е спрян и всички съживени от Edo Tensei се връщат в подземния свят, но преди това Итачи показва на Саске истината чрез своя шаринган, като му показва спомените си. Следва шеметно сбогуване между двамата братя, в което Итачи казва, че винаги е обичал своя по-малък брат, идват Суигетсо и Джуго. Саске връща Орочимаро като ползва отпечатваща техника (обратната на тази, която Какаши използва върху него) и чрез печата, който седи върху тялото на Анку освобождава учителя си (защото Орочимаро всъщност не е бил мъртъв). Четиримата тръгват към Коноха, за да чуят истината от Хокагетата. След разказа на Хирашама (1 хокаге), Саске решава да се присъедини към хокагетата и да спрат Мадара, към тях се присъединява и Карин. След като отива на бойното поле всички са изненадани да го видят, а той казва „Реших да защитя Коноха и… ще стана Хокаге“, след това изречение отбор 7 влиза в битката. Сакура е негова жена, а Сарада е дъщеря им.